# Paratecoma peroba
Paratecoma peroba là một loài thực vật có hoa trong họ Chùm ớt. Loài này được (Record) Kuhlm. mô tả khoa học đầu tiên năm 1931.